# Plagiozopelma luchunanum
Plagiozopelma luchunanum är en tvåvingeart som beskrevs av Yang och Saigusa 2001. Plagiozopelma luchunanum ingår i släktet Plagiozopelma och familjen styltflugor.
Artens utbredningsområde är Yunnan (Kina). Inga underarter finns listade i Catalogue of Life.